# Circuit intégré 74595
Le circuit intégré 74595
,
,
,
,
,
,

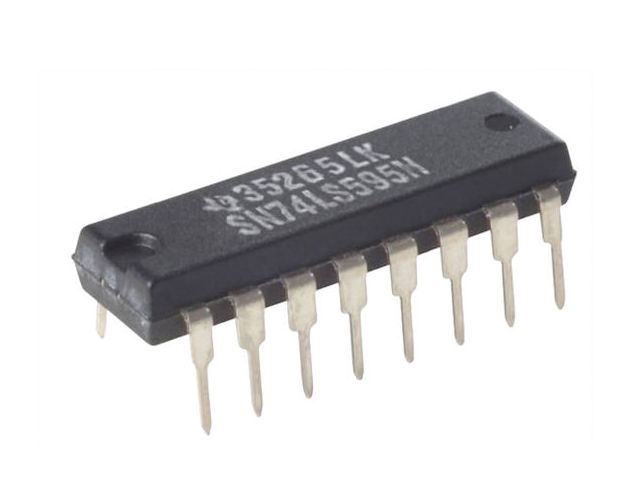
Circuit logique TTL 74LS595

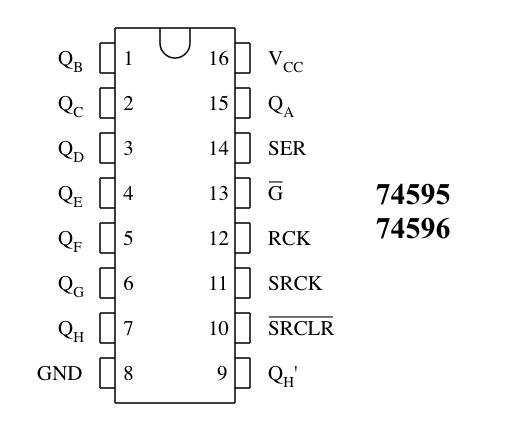
Brochage des circuits logiques 74595 et 74596 (vue du dessus).

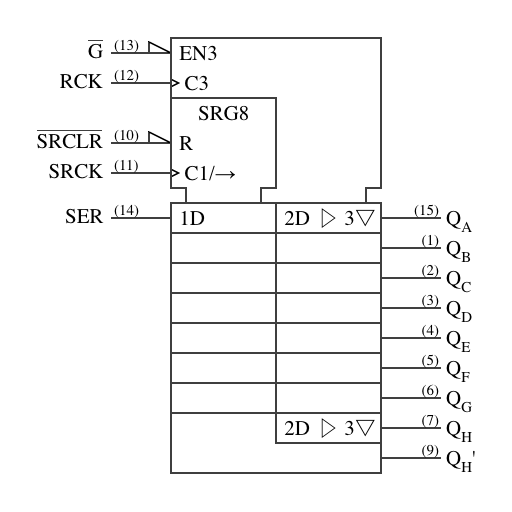
Symbole normalisé IEC du circuit 74595

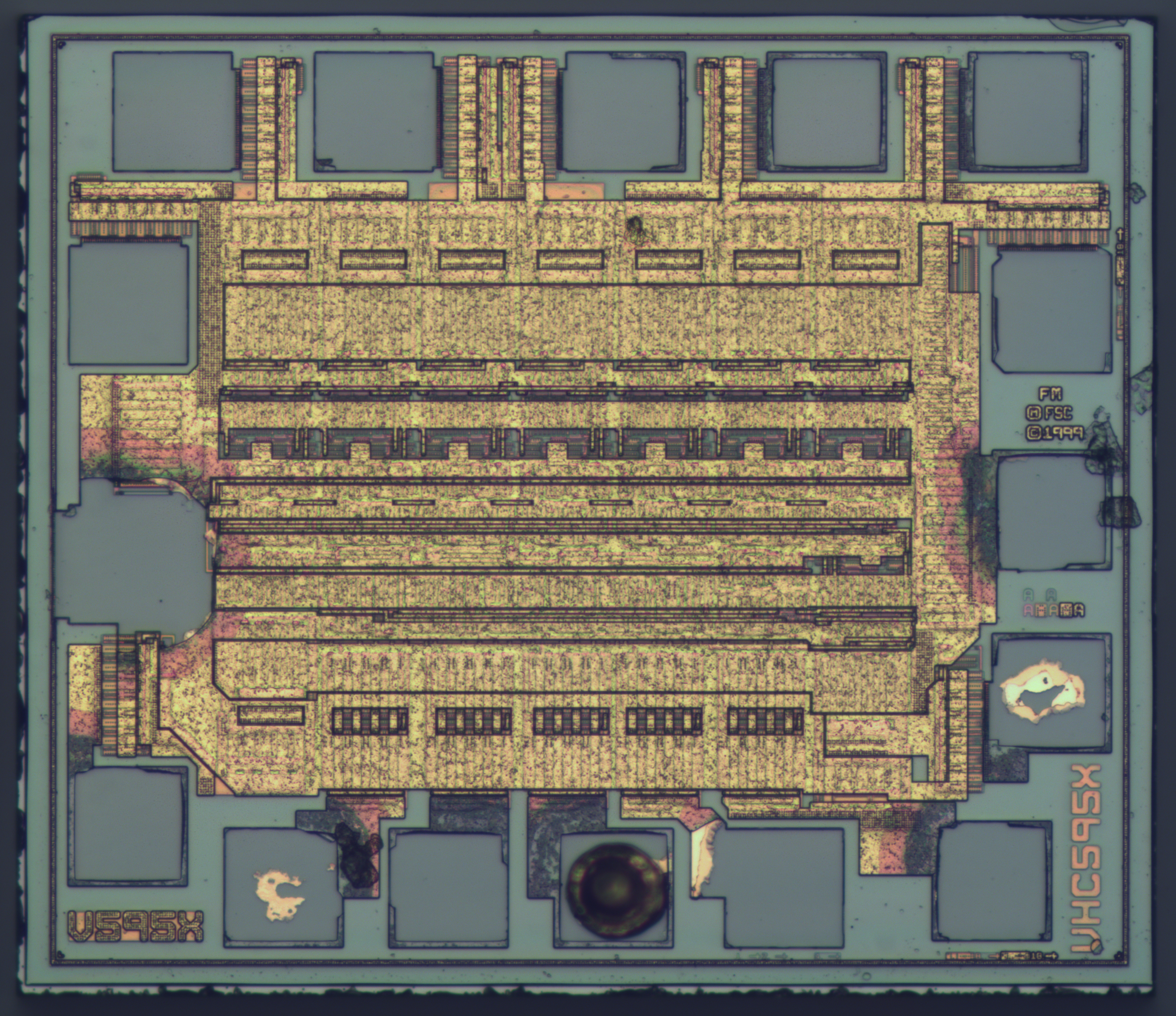
Die d'un 74595 (Fairchild 74VHC595)

fait partie de la série des circuits intégrés 7400 utilisant la technologie TTL.
Ce circuit est un registre à décalage de 8 bits à entrée série et sorties parallèles avec registre de stockage.
Il est apparu au début des années 1980 en version TTL Low Power Schottky (54/74LS595) puis en version HCMOS (54/74HC595, incompatible TTL, qui reproduit la fonction logique et le brochage liés à la référence 74595).

## Contenu du circuit
Le 74595 est constitué :
- d'un registre à décalage de 8 bits à entrée série (SER) et sortie série (QH‘), disposant d'une entrée de commande (SRCK) active sur front montant et d'une entrée de remise à zéro (¬SRCLR) active à l'état bas ;
- d'un registre de stockage (latch) de 8 bits disposant d'une entrée de commande (RCK). Un front montant sur cette entrée provoque la mémorisation des 8 bits du registre à décalage ;
- d'un tampon de sortie à trois états exposant les 8 bits du registre de stockage, avec une entrée de commande (¬G). Un état haut sur cette entrée désactive les sorties (QA à QH).

## Mode d'utilisation
À la mise sous tension, les contenus du registre à décalage et celui du registre de stockage sont aléatoires.
À tout moment, les huit bits du registre à décalage peuvent être forcés à 0 en appliquant un niveau bas (0) sur l'entrée ¬SRCLR.
Les bits de donnée sont transmis un à un au registre à décalage par l'entrée série SER sur les fronts montants du signal d'horloge SRCK. Le huitième bit du registre à décalage (le plus ancien) est disponible sur la sortie QH‘.
Les huit bits contenus dans le registre à décalage à un instant donné sont mémorisés dans le registre de stockage en appliquant un front montant sur l'entrée RCK du circuit. Les signaux d'entrée ¬SRCLR, SRCK et SER n'ont aucun effet sur le contenu du registre de stockage. Les huit bits mémorisés dans registre de stockage sont disponibles sur les sorties QA à QH quand un niveau bas (0) est appliqué sur l'entrée ¬G.

## Chaînage
Plusieurs circuits 74595 peuvent être chaînés pour constituer un registre à décalage plus long (deux circuits pour 16 bits, trois circuits pour 24 bits, quatre circuits pour 32 bits, etc.). Dans ce cas de figure, l'entrée série (SER) des circuits 74595 supplémentaires est connectée à la sortie série (QH‘) du circuit qui le précède dans la chaîne. Les entrées de commande (SRCK, ¬SRCLR, RCK et ¬G) des circuits supplémentaires reçoivent les mêmes signaux que le premier circuit.

## Signaux
| Description des broches | Description des broches | Description des broches | Description des broches | Description des broches                                                       |
| #Broche (DIP16) | Symbole et variantes†   | Symbole et variantes†   | Symbole et variantes†   | Description                                                                   |
| --- | ----------------------- | ----------------------- | ----------------------- | ----------------------------------------------------------------------------- |
| 10 | ¬SRCLR                  | ¬SCLR                   | ¬MR                     | Entrée de remise à zéro du registre à décalage (active à l'état bas)          |
| 11 | SRCK                    | SCK                     | SHCP                    | Entrée d'horloge du registre à décalage (active sur front montant)            |
| 14 | SER                     | SI                      | DS                      | Entrée de donnée série du registre à décalage                                 |
| 9 | QH’                     | QH’                     | Q7S                     | Sortie du dernier étage du registre à décalage                                |
| 12 | RCK                     | RCK                     | STCP                    | Entrée d'horloge du registre de stockage (active sur front montant)           |
| 13 | ¬G                      | ¬G                      | ¬OE                     | Entrée d'activation des sorties du registre de stockage (active à l'état bas) |
| 15 | QA                      | QA                      | Q0                      | Sorties du registre de stockage                                               |
| 1 | QB                      | QB                      | Q1                      | Sorties du registre de stockage                                               |
| 2 | QC                      | QC                      | Q2                      | Sorties du registre de stockage                                               |
| 3 | QD                      | QD                      | Q3                      | Sorties du registre de stockage                                               |
| 4 | QE                      | QE                      | Q4                      | Sorties du registre de stockage                                               |
| 5 | QF                      | QF                      | Q5                      | Sorties du registre de stockage                                               |
| 6 | QG                      | QG                      | Q6                      | Sorties du registre de stockage                                               |
| 7 | QH                      | QH                      | Q7                      | Sorties du registre de stockage                                               |
| 8 | GND                     | GND                     | GND                     | Masse (0 V)                                                                   |
| 16 | VCC                     | VCC                     | VCC                     | Alimentation                                                                  |
| † : la désignation des broches du circuit varie d'un constructeur à l'autre. Les symboles à gauche dans la colonne du tableau, qui sont par ailleurs utilisés dans cet article, correspondent au document de spécifications du circuit SN74LS595 de Texas Instruments donné en lien. |                         |                         |                         |                                                                               |

## Tables de vérité
| Table de vérité du registre à décalage seul | Table de vérité du registre à décalage seul | Table de vérité du registre à décalage seul | Table de vérité du registre à décalage seul | Table de vérité du registre à décalage seul | Table de vérité du registre à décalage seul | Table de vérité du registre à décalage seul | Table de vérité du registre à décalage seul | Table de vérité du registre à décalage seul | Table de vérité du registre à décalage seul | Table de vérité du registre à décalage seul | Table de vérité du registre à décalage seul |
| Entrées                                     | Entrées                                     | Entrées                                     | États internes                              | États internes                              | États internes                              | États internes                              | États internes                              | États internes                              | États internes                              | États internes                              | Sortie                                      |
| ¬SRCLR                                      | SRCK                                        | SER                                         | a                                           | b                                           | c                                           | d                                           | e                                           | f                                           | g                                           | h                                           | QH’                                         |
| ------------------------------------------- | ------------------------------------------- | ------------------------------------------- | ------------------------------------------- | ------------------------------------------- | ------------------------------------------- | ------------------------------------------- | ------------------------------------------- | ------------------------------------------- | ------------------------------------------- | ------------------------------------------- | ------------------------------------------- |
| 0                                           | x                                           | x                                           | 0                                           | 0                                           | 0                                           | 0                                           | 0                                           | 0                                           | 0                                           | 0                                           | 0                                           |
| 1                                           | 0                                           | x                                           | Inchangé                                    | Inchangé                                    | Inchangé                                    | Inchangé                                    | Inchangé                                    | Inchangé                                    | Inchangé                                    | Inchangé                                    | Inchangé                                    |
| 1                                           | ↑                                           | 0                                           | 0                                           | a                                           | b                                           | c                                           | d                                           | e                                           | f                                           | g                                           | g                                           |
| 1                                           | ↑                                           | 1                                           | 1                                           | a                                           | b                                           | c                                           | d                                           | e                                           | f                                           | g                                           | g                                           |
| 1                                           | 1                                           | x                                           | Inchangé                                    | Inchangé                                    | Inchangé                                    | Inchangé                                    | Inchangé                                    | Inchangé                                    | Inchangé                                    | Inchangé                                    | Inchangé                                    |
| 1                                           | ↓                                           | x                                           | Inchangé                                    | Inchangé                                    | Inchangé                                    | Inchangé                                    | Inchangé                                    | Inchangé                                    | Inchangé                                    | Inchangé                                    | Inchangé                                    |

| Table de vérité du registre de stockage | Table de vérité du registre de stockage | Table de vérité du registre de stockage | Table de vérité du registre de stockage | Table de vérité du registre de stockage | Table de vérité du registre de stockage | Table de vérité du registre de stockage | Table de vérité du registre de stockage | Table de vérité du registre de stockage | Table de vérité du registre de stockage | Table de vérité du registre de stockage | Table de vérité du registre de stockage | Table de vérité du registre de stockage | Table de vérité du registre de stockage | Table de vérité du registre de stockage | Table de vérité du registre de stockage | Table de vérité du registre de stockage | Table de vérité du registre de stockage |
| Entrées                                 | Entrées                                 | États internes                          | États internes                          | États internes                          | États internes                          | États internes                          | États internes                          | États internes                          | États internes                          | Sorties                                 | Sorties                                 | Sorties                                 | Sorties                                 | Sorties                                 | Sorties                                 | Sorties                                 | Sorties                                 |
| RCK                                     | ¬G                                      | A                                       | B                                       | C                                       | D                                       | E                                       | F                                       | G                                       | H                                       | QA                                      | QB                                      | QC                                      | QD                                      | QE                                      | QF                                      | QG                                      | QH                                      |
| --------------------------------------- | --------------------------------------- | --------------------------------------- | --------------------------------------- | --------------------------------------- | --------------------------------------- | --------------------------------------- | --------------------------------------- | --------------------------------------- | --------------------------------------- | --------------------------------------- | --------------------------------------- | --------------------------------------- | --------------------------------------- | --------------------------------------- | --------------------------------------- | --------------------------------------- | --------------------------------------- |
| 0                                       | 0                                       | Inchangé                                | Inchangé                                | Inchangé                                | Inchangé                                | Inchangé                                | Inchangé                                | Inchangé                                | Inchangé                                | A                                       | B                                       | C                                       | D                                       | E                                       | F                                       | G                                       | H                                       |
| 0                                       | ↑                                       | a                                       | b                                       | c                                       | d                                       | e                                       | f                                       | g                                       | h                                       | a                                       | b                                       | c                                       | d                                       | e                                       | f                                       | g                                       | h                                       |
| 0                                       | 1                                       | Inchangé                                | Inchangé                                | Inchangé                                | Inchangé                                | Inchangé                                | Inchangé                                | Inchangé                                | Inchangé                                | A                                       | B                                       | C                                       | D                                       | E                                       | F                                       | G                                       | H                                       |
| 0                                       | ↓                                       | Inchangé                                | Inchangé                                | Inchangé                                | Inchangé                                | Inchangé                                | Inchangé                                | Inchangé                                | Inchangé                                | A                                       | B                                       | C                                       | D                                       | E                                       | F                                       | G                                       | H                                       |
| 1                                       | 0                                       | Inchangé                                | Inchangé                                | Inchangé                                | Inchangé                                | Inchangé                                | Inchangé                                | Inchangé                                | Inchangé                                | Haute impédance                         | Haute impédance                         | Haute impédance                         | Haute impédance                         | Haute impédance                         | Haute impédance                         | Haute impédance                         | Haute impédance                         |
| 1                                       | ↑                                       | a                                       | b                                       | c                                       | d                                       | e                                       | f                                       | g                                       | h                                       | Haute impédance                         | Haute impédance                         | Haute impédance                         | Haute impédance                         | Haute impédance                         | Haute impédance                         | Haute impédance                         | Haute impédance                         |
| 1                                       | 1                                       | Inchangé                                | Inchangé                                | Inchangé                                | Inchangé                                | Inchangé                                | Inchangé                                | Inchangé                                | Inchangé                                | Haute impédance                         | Haute impédance                         | Haute impédance                         | Haute impédance                         | Haute impédance                         | Haute impédance                         | Haute impédance                         | Haute impédance                         |
| 1                                       | ↓                                       | Inchangé                                | Inchangé                                | Inchangé                                | Inchangé                                | Inchangé                                | Inchangé                                | Inchangé                                | Inchangé                                | Haute impédance                         | Haute impédance                         | Haute impédance                         | Haute impédance                         | Haute impédance                         | Haute impédance                         | Haute impédance                         | Haute impédance                         |

| Notes : |
| --- |
| 0 = niveau logique bas 1 = niveau logique haut x = sans importance ↑ = front montant (transition bas → haut) ↓ = front descendant (transition haut → bas) Dans les lignes des tables relatives aux fronts montants ou descendants des signaux (↑ et ↓), les valeurs logiques indiquées représentent l'état d'entrée immédiatement avant la transition, et l'état interne ou l'état de sortie immédiatement après la transition. |

## Diagramme logique

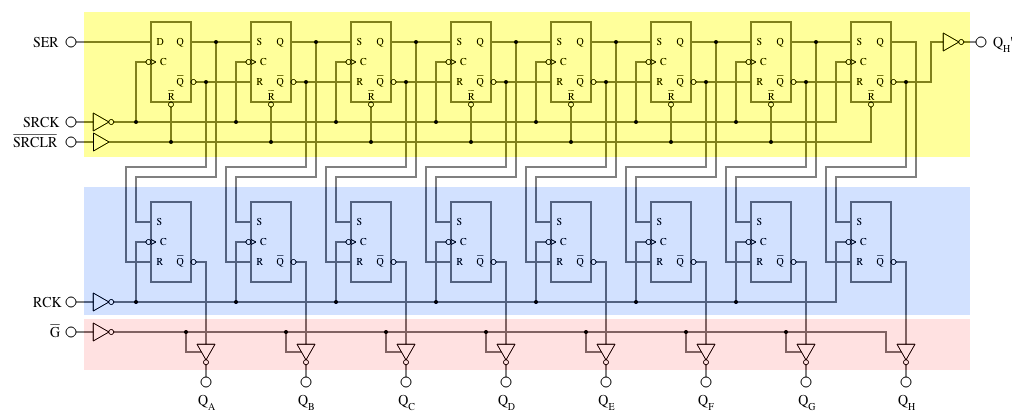
Diagramme logique du circuit 74595.
En jaune : le registre à décalage.
En bleu : le registre de stockage, qui mémorise l'état des sorties du registre à décalage à l'instant souhaité.
En rouge : le tampon de sortie à trois états du registre de stockage.

## Chronogramme

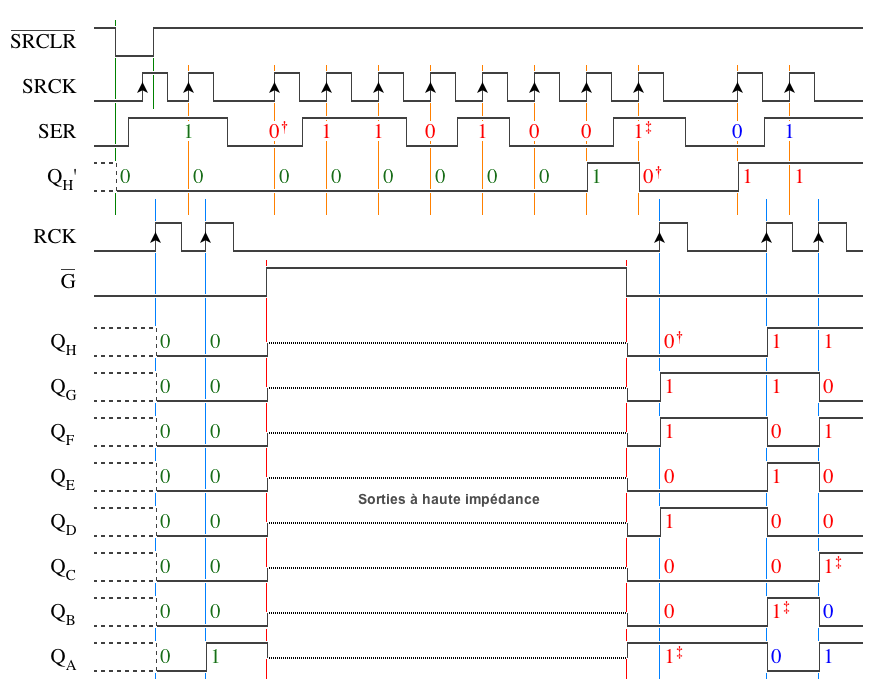
Chronogramme du circuit 74595.
Exemple de signaux d'entrée et de sortie illustrant le principe de fonctionnement du circuit.

## Applications
Le 74595 est principalement utilisé dans la conversion de données série-parallèle.

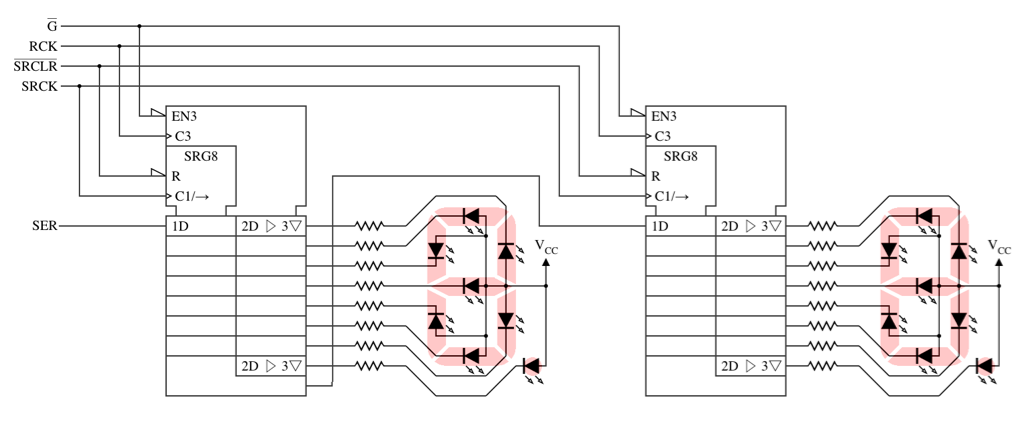
Exemple d'application du circuit 74595.
Pilotage d'un afficheur à leds 2 x 7 segments à anodes communes.